# Benoît Cardon de Lichtbuer
Jhr. Benôit Marie Jacques Cardon de Lichtbuer (Antwerpen, 26 augustus 1942) is een Belgisch voormalig diplomaat.

## Biografie
Benoît Cardon de Lichtbuer Cardon is telg uit het geslacht Cardon de Lichtbuer en een zoon van jhr. Christian Cardon de Lichtbuer (1906-1998) en jkvr. Gabrielle Carton de Wiart (1905-1993). Hij is een broer van Daniël Cardon de Lichtbuer, een voormalig hoge ambtenaar en bankier. Hij is in 1968 gehuwd met Raphaëlle barones de Viron (1946). Ze hebben vier zonen.
Van 1979 tot 1989 was hij secretaris van koningin Fabiola. In 1995 was hij enkele weken ambassadeur in Caïro, tevens geaccrediteerd in Soedan. Van 1999 tot 2001 was hij vertegenwoordiger van de Belgische regering bij de Raad van Europa in Straatsburg en van 1999 tot 2002 bij UNESCO. Van 2002 tot 2006 was Cardon de Lichtbuer ambassadeur bij de Heilige Stoel.